# Leon Guwara
Leon Guwara (Colonia, Alemania, 28 de junio de 1996) es un futbolista germano-gambiano que juega como defensor para el Energie Cottbus de Alemania y para la selección de Gambia.

## Biografía
Hijo de padres nacidos en Gambia. Hasta los 17 años vivió con sus padres, que solo lo educaban en alemán.[cita requerida]

## Selección nacional
Ha sido internacional con las selecciones sub-16, sub-17, sub-19 y sub-20 de Alemania en 16 ocasiones.

## Clubes
| Club                             | País         | Año       |
| -------------------------------- | ------------ | --------- |
| SV Werder Bremen II              | Alemania     | 2014-2016 |
| SV Werder Bremen                 | Alemania     | 2016-2018 |
| SV Darmstadt 98 (cedido)         | Alemania     | 2016-2017 |
| 1. F. C. Kaiserslautern (cedido) | Alemania     | 2017-2018 |
| F. C. Utrecht                    | Países Bajos | 2018-2021 |
| VVV-Venlo (cedido)               | Países Bajos | 2021      |
| SSV Jahn Regensburg              | Alemania     | 2021-2023 |
| F. C. Ingolstadt 04              | Alemania     | 2023-2025 |
| Energie Cottbus                  | Alemania     | 2025-     |